# Jules Michelet
Jules Michelet (Parigi, 21 agosto 1798 – Hyères, 9 febbraio 1874) è stato uno storico francese.
Attento studioso delle fonti archivistiche, scrisse una Storia di Francia in 19 volumi (1833-1867), monumentale opera incentrata sull'idea della progressiva affermazione della libertà nel sistema istituzionale francese, e una Storia della rivoluzione francese in 7 volumi (1847-1853), tema a cui dedicò un decennio di ricerche, interrogando anche testimoni oculari.

## Biografia

### L'infanzia
Nacque in una cappella sconsacrata di Parigi, appartenuta in passato a un'antica confraternita. Il padre Jean vi si era installato e vi gestiva una tipografia, dopo che era emigrato da Laon all'inizio della Rivoluzione. L'unica navata era stata adattata a officina per i macchinari, mentre il coro era usato come abitazione.
Nel 1808, Jean Michelet viene arrestato per debiti, ostacolato nel proprio lavoro dalle leggi sulla stampa. L'attività riprende qualche mese dopo in un seminterrato. Jules aiuta il padre. Le leggi dell'ultimo Impero si inaspriscono ancora e molte tipografie, tra cui quella dei Michelet, sono costrette a chiudere. La famiglia passa tempi di miseria.

### Lo studio e l'insegnamento
Nel 1815 muore la madre. Il padre trova lavoro in un istituto di igiene mentale: Jules può affrontare serenamente gli studi liceali e li supera brillantemente al Lycée Charlemagne. Nel 1816 viene premiato al "Concours général" ed entra all'università: si laurea nel 1819, con due tesi, una in francese su Plutarco e una in latino su Locke.
Vive di lezioni private, finché nel 1822 viene nominato professore di storia al Collège Sainte-Barbe. Tre anni dopo si sposa con Pauline Rousseau, da cui nascono Adèle e Charles. Jules intanto prende a frequentare la casa di Victor Cousin, dove conosce Edgar Quinet.
Nel 1827 diventa professore di storia e filosofia all'École Normale Supérieure.
Nel 1828 gli viene affidato l'incarico di insegnare storia e filosofia come precettore alla nipote di Carlo X, la principessina Luisa di Berry. Secondo la ricostruzione di Lucien Febvre, per poter essere alle 8:00 del mattino alle Tuileries, fissa le lezioni che tiene al vecchio "Istituto Louis-le-Grand" (occupato allora dalla "École Normale") alle 6:30 del mattino.

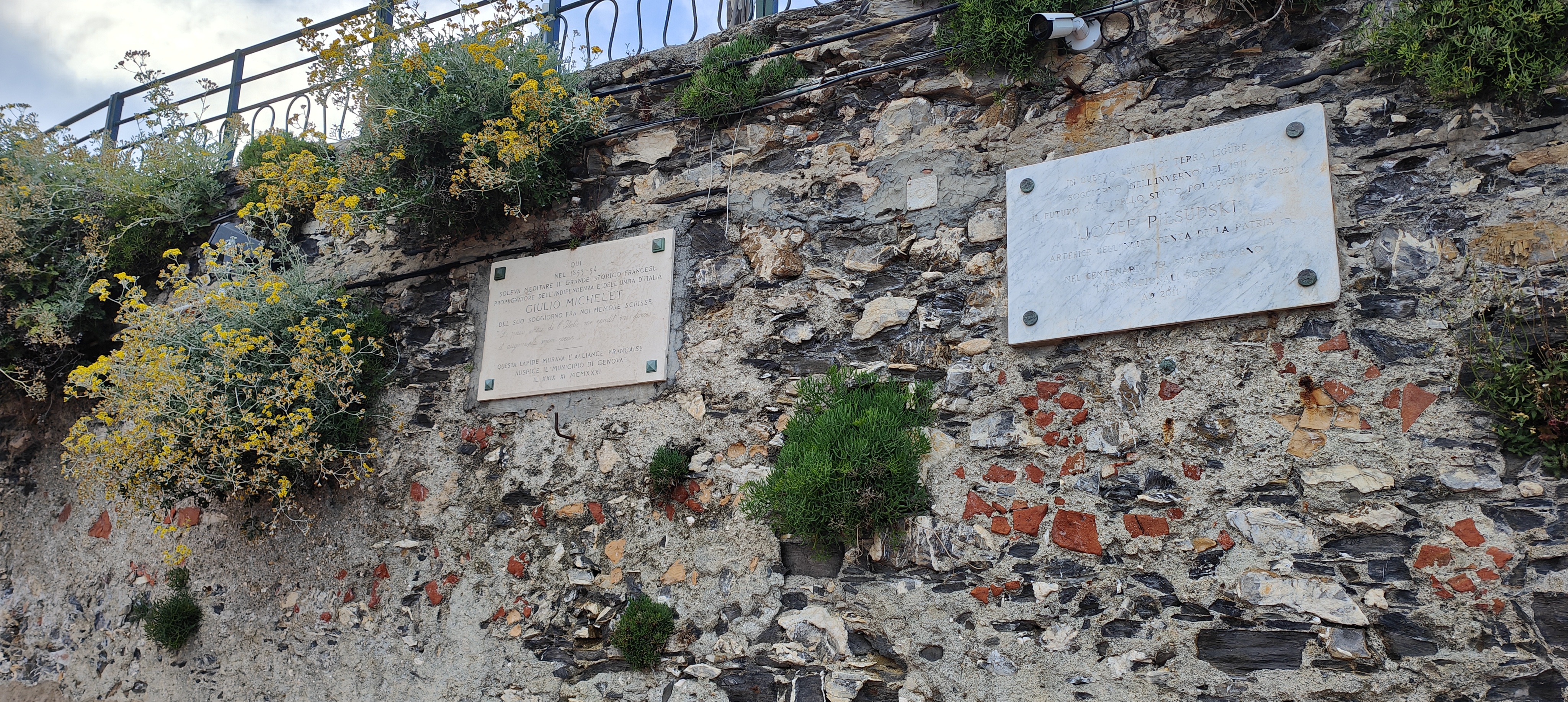
Targa (a sinistra) visibile a Nervi, installata nel 1931 nei pressi della Torre Gropallo, a ricordo del soggiorno dello storico nel 1853-4

Nel 1838 fu nominato professore di storia al Collège de France, incarico dal quale venne sollevato nel 1851, per ordine di Napoleone III, a causa delle sue convinzioni liberali. Lo stesso anno rifiuta di prestare giuramento di fedeltà all'ormai prossimo imperatore ed è costretto a lasciare anche il posto di archivista che gli era stato mantenuto. Da allora vive in relativa povertà, trasferendosi per un periodo vicino a Nantes e poi tornando a Parigi, da dove però cerca di andare via spesso, in viaggi che arrivano fino alla Svizzera e all'Italia.
La prima moglie, intanto, è morta di tubercolosi nel 1839, anche i due figli muoiono prima di lui (Adèle nel 1855 e Charles nel 1862). Nel 1848 ha sposato in seconde nozze Athénaïs Mialaret, che ha trenta anni meno di lui e che dopo la morte di Michelet (nel 1874) contribuisce alla sua fama con operazioni di dubbia filologia e qualche falsificazione di inediti.

## Visione della storia
Per Michelet è importante l'idea di totalità e la storia come carico di simboli che mentre recuperano il passato, spingono profeticamente verso il futuro, con la conoscenza che si modella secondo il mito centrale del popolo. "Lo storico non è soltanto il tecnico dei monumenti del passato; è il mediatore del dialogo reciproco senza il quale passato e presente non avrebbero senso". Per questo dietro il racconto della storia deve esserci una filosofia del progresso umano e un'organicità stilistica dell'opera storica che deve quasi respirare e vivere da sé. A parte le opere monumentali sulla Francia e sul suo evento centrale della Rivoluzione (la cui stessa monumentalità funziona da monito), in libri quali La Bible de l'humanité e Nos fils, Michelet vuole lasciare un testamento che invita a guardare al presente e all'azione come continuità e rinnovamento rispetto alla storia, anche in chiave morale, come "contraddizione perpetua tra le aspirazioni ideali e la necessità di agire". Egli, nella tensione tra mistero del popolo e oscurità dell'individuo, costruisce volontariamente "mito", visto in funzione dell'educazione nazionale.
Pur rifiutando la forma romanzo, in fondo ne scrive uno, vi si annulla all'interno cercando di far coincidere l'istinto popolare con il vitalismo naturale al contempo positivista e spiritualista, e più che per scienza (benché storici successivi ne abbiano confermato parecchie intuizioni) attraverso il racconto, la sua visionaria proiezione affidata meno agli specialisti e più al "popolo" stesso.
Si capisce dunque perché Hippolyte Taine ritenesse la sua Histoire de France un'epopea lirica da mettere accanto alla Comédie humaine di Honoré de Balzac.
Noti erano gli ideali di libertà di Jules Michelet, a tal proposito scrisse su Garibaldi: 
(Jules Michelet)

## Opere
- De percipienda infinitate secundum Lockium (1819, tesi latina su John Locke)
- Esame delle "Vite degli uomini illustri" di Plutarco (1819, tesi francese su Plutarco)
- Quadri sincronici di storia moderna 1453-1648 (1824)
- Quadro cronologico di storia moderna 1453-1789 (1825)
- Principio della filosofia della storia (1827, libera traduzione da Vico, n. ed. ampliata 1836)
- Compendio di storia moderna (1828)
- Introduzione alla storia universale (1831), prefazione di Giacomo Magrini, Ed. dell'elefante, Roma 1990 ISBN 8871760174
- Storia di Roma (1831), trad. Francesco Acerbo, Editrice Italiana di Cultura, Roma 1964; trad. Aldo Marcovecchio, Rusconi, Milano 2002 ISBN 888129477X; Gherardo Casini ed., Roma 2009 ISBN 9788864100005
- Compendio di storia della Francia fino alla Rivoluzione (1833)
- Memorie di Lutero (1835, da Martin Luther)
- Origini del diritto francese (1837)
- Dal vespro allo sterminio dei templari (1841), trad. Eva Omodeo Zona, Laterza, Bari 1941
- Storia di Giovanna d'Arco (1842), trad. Consalvo Pascale, Sonzogno, Milano 1916; trad. Lucio Sbriccoli, Astra, Roma 1957; trad. Virginia Liquidato e Raffaele Lucariello, Filema, Napoli 2000 ISBN 8886358393
- I Gesuiti (con Edgar Quinet, 1843)
- Il prete, la donna e la famiglia (1845), trad. Giuseppe Latty, Fantini, Torino 1850; trad. Matteo Sanfilippo, Lerici, Cosenza 1977
- Il popolo (1846), trad. Mariagrazia Meriggi, Rizzoli, Milano 1989 ISBN 8817167274
- Lo studente (1848), prefazione di Lucio Villari, De Donato, Bari 1988
- Processo dei Templari (1850, 2 voll. di testimonianze e documenti)
- Leggende democratiche del nord (1851)
- Le donne della Rivoluzione (1854), trad. G. Tarozzi, Athena, Milano 1928; trad. Curzio Siniscalchi, Aurora, Roma 1935; trad. Lisa Occhetto Baruffi, Bompiani, Milano 1978 ISBN 8845205371
- I soldati della Rivoluzione (1874)
- L'uccello (1856), Sonzogno, Milano 1886
- L'insetto (1863), Sonzogno, Milano 1894; trad. Anna Maria Scaiola, Rizzoli, Milano 1982
- L'amore (1858), Ed. Moderna, Genova 1914; come Fisiologia dell'amore, Attualità, Milano 1943; con introduzione di Franco Fortini, trad. Nicola Muschitiello, Rizzoli, Milano 1987 ISBN 8817166294
- La donna (1859), Ed. Moderna, Genova 1921; trad. Giampiero Posani, Liguori, Cosenza 1977
- Il mare (1861), con una nota di Antonio Tabucchi, Il melangolo, Genova 1992 ISBN 8870181669
- La strega (1862), con introduzione di Roland Barthes (1964), trad. Maria Vittoria Malvano, Einaudi, Torino 1971 ISBN 8806012487; trad. Paola Cusumano e Massimo Parizzi, BUR, Milano 2011 ISBN 978-88-17-04642-8
- La Bibbia dell'umanità (1864)
- La montagna (1868), prefazione di Mario Rigoni Stern, trad. Carlo Gazzelli, Il melangolo, Genova 2001 ISBN 8870184242
- I nostri figli (1869)
- La Francia davanti all'Europa (1871)
- Storia della rivoluzione francese (1833-1873), trad. Achille Bizzoni, Sonzogno, Milano 1898; trad. Giovanni Cipriani, Rizzoli, Milano 1955; trad. Vincenzo Dominici, De Agostini, Novara 1969
- La mia giovinezza (1884)
- Lettere d'amore (1899, con Athénaïs Mialaret), trad. Mercede Mundula e Lionello Sozzi, Sellerio, Palermo 2006 ISBN 8838920826
- (FR)  Oeuvres complètes, 40 voll., a cura di Gabriel Monod, Flammarion, Paris s.d. [ma 1893-98]
- (FR)  Journal, 4 voll., a cura di Paul Viallaneix e Claude Digeon, Gallimard, Paris 1959-1976
- (FR)  Leçons inédites de l'École Normale, a cura di François Berriot, Éd. du Cerf, Paris 1986
- (FR)  Cours au Collège de France, a cura di Paul Viallaneix, Gallimard, Paris 1995
- (FR)  Correspondance générale, a cura di Louis Le Guillou, Champion, Paris 1994- [in corso]